# سری جام قهرمانی

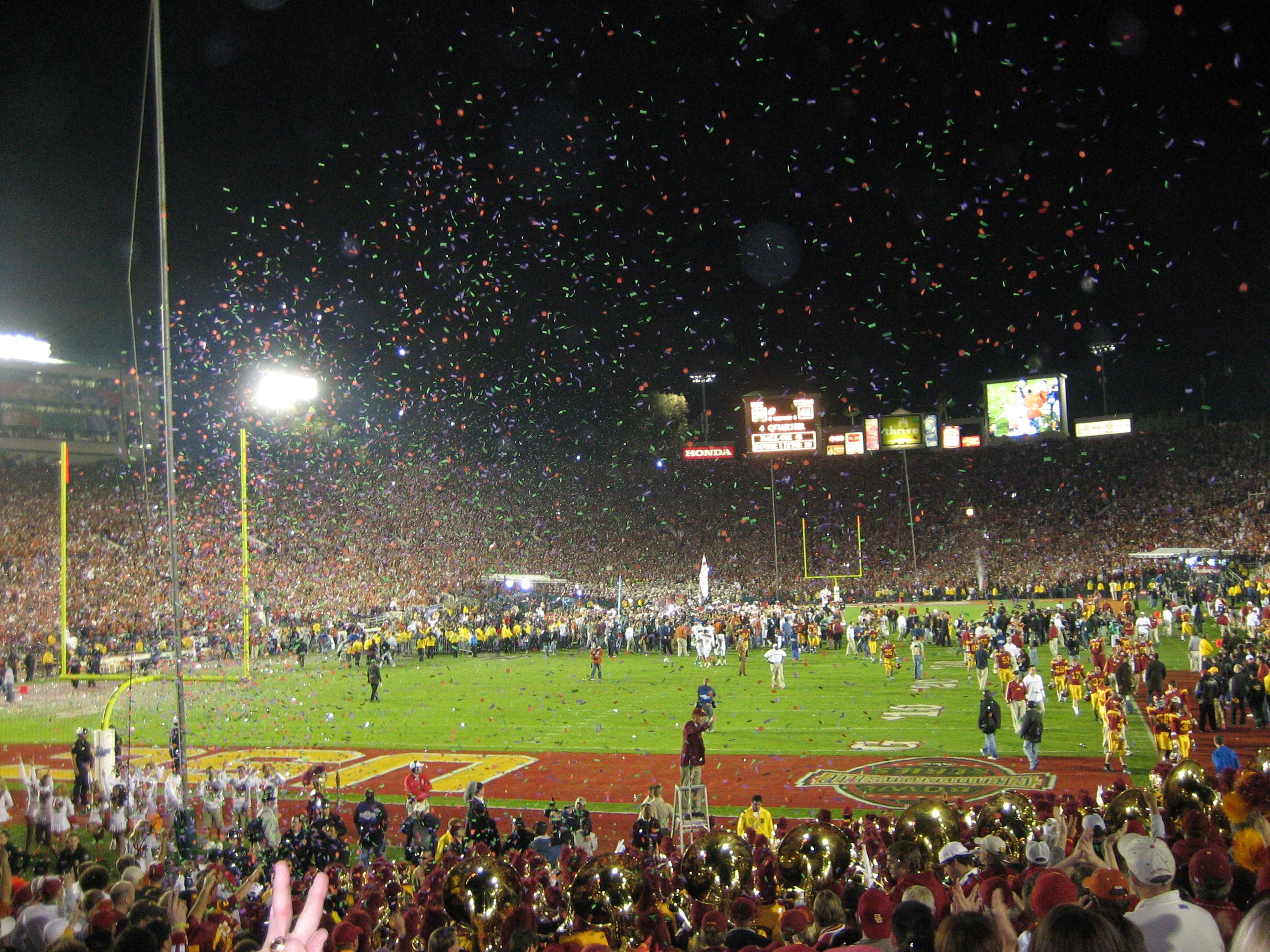
شادی و پایکوبی پس از قهرمانی تیم درازشاخان دانشگاه تگزاس بر دانشگاه جنوب کالیفرنیا در مسابقات نهایی سال ۲۰۰۶

سری جام قهرمانی (به انگلیسی: Bowl Championship Series) یا بی‌سی‌اس (BCS)، لیگ نیمه-حرفه‌ای فوتبال آمریکایی دانشجویان آمریکا، و در کنار لیگ ان اف ال، معتبرترین لیگ فوتبال آمریکایی این کشور است.
این لیگ در حقیقت متشکل از چندین زیر شاخه و نیمه لیگ متفاوت است که با یک سیستم رده‌بندی آماری/کامپیوتری به‌طور هفتگی تیم‌ها را (بر اساس مسابقات گروهی رفت و برگشتی و غیر حذفی) رتبه‌بندی می‌کند.
مسابقات این لیگ هر ساله در سپتامبر آغاز شده و در اوایل ژانویه پایان می‌یابند. در آخر فصل (که در آغاز ژانویه هر ساله می‌باشد)، برترین تیم‌های لیگ (با بالاترین رتبه) با یکدیگر در یک دیدار نهایی روبرو می‌شوند.

## پیوند به خارج
- وبگاه رسمی بی‌سی‌اس بایگانی‌شده  در ۲۸ اوت ۲۰۰۸ توسط Wayback Machine